# Vågbladig oxtunga
Vågbladig oxtunga (Anchusa undulata) är en strävbladig växtart. Enligt Catalogue of Life ingår Vågbladig oxtunga i släktet oxtungor och familjen strävbladiga växter, men enligt Dyntaxa är tillhörigheten istället släktet oxtungor och familjen strävbladiga växter. Arten förekommer tillfälligt i Sverige, men reproducerar sig inte.

## Underarter
Arten delas in i följande underarter:
- A. u. atlantica
- A. u. capellii
- A. u. granatensis
- A. u. lamprocarpa
- A. u. pseudogranatensis
- A. u. sartorii
- A. u. undulata
- A. u. viciosoi